# Cyathea nigrolineata
Cyathea nigrolineata är en ormbunkeart som beskrevs av Holtt. Cyathea nigrolineata ingår i släktet Cyathea och familjen Cyatheaceae. Inga underarter finns listade.